# Insulated-gate bipolar transistor
Insulated-gate bipolar transistor (IGBT) er en elektronisk komponent, der kombinerer MOSFET- og bipolar transistor-teknologi. 
Bruges den strømstærke operationsforstærker, AD8031, i kontrolkredsløbet, er et ret ret afladningsforløb og en ekstremt lodret forflanke indenfor det opnåelige. Herved opnås høje spændinger – ja op til mange mange kilovolt – ved fuld kontrol.